# كارل فريدرش (دوق بادن الأكبر)

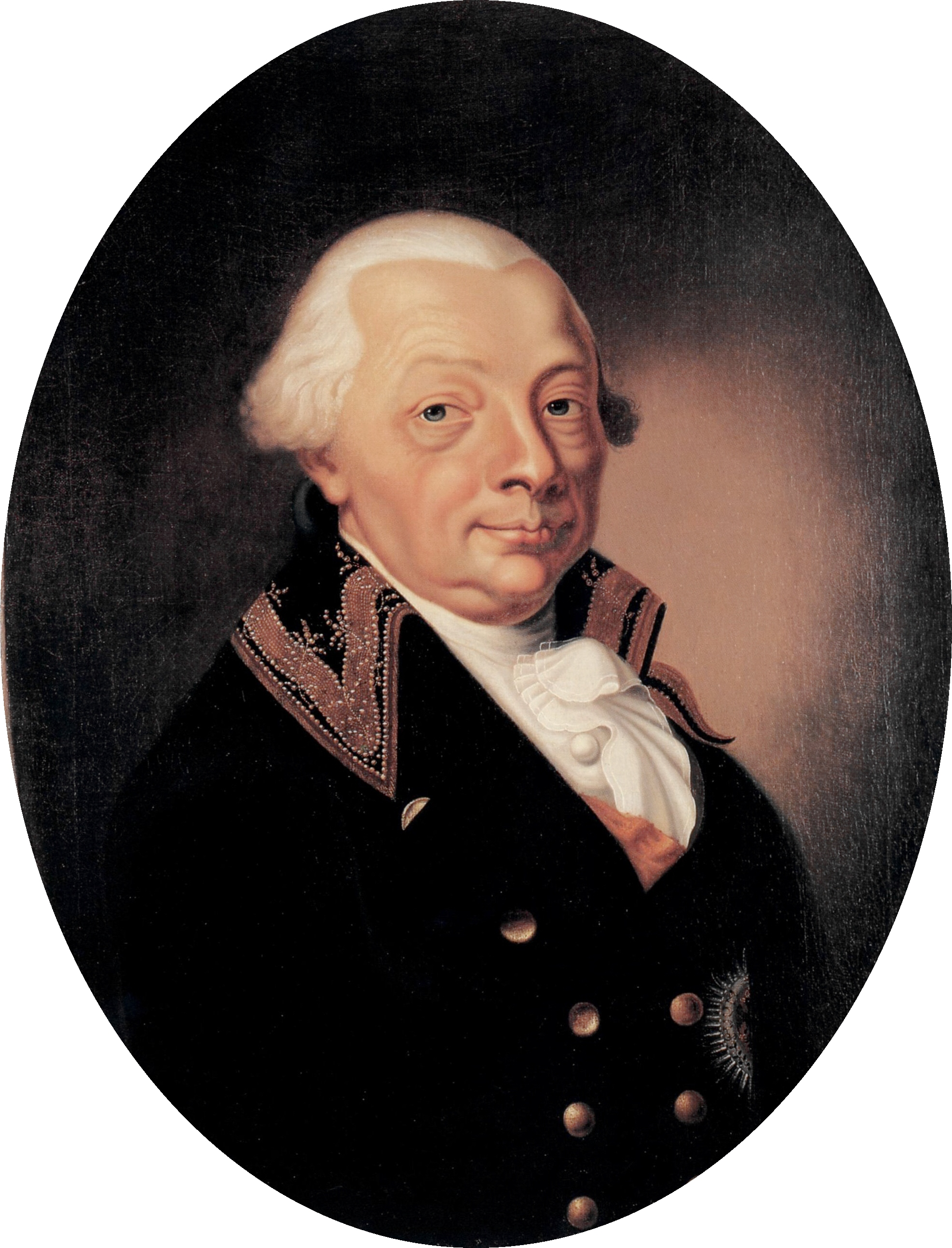
تشارلز فريدريك دوق بادن

تشارلز فريدريك الأول الدوق الأكبر لبادن (22 نوفمبر 1728 - 10 يونيو 1811) كان دوق بادن بين 12 مايو 1738 - 10 يونيو 1811.